# Chu Dân

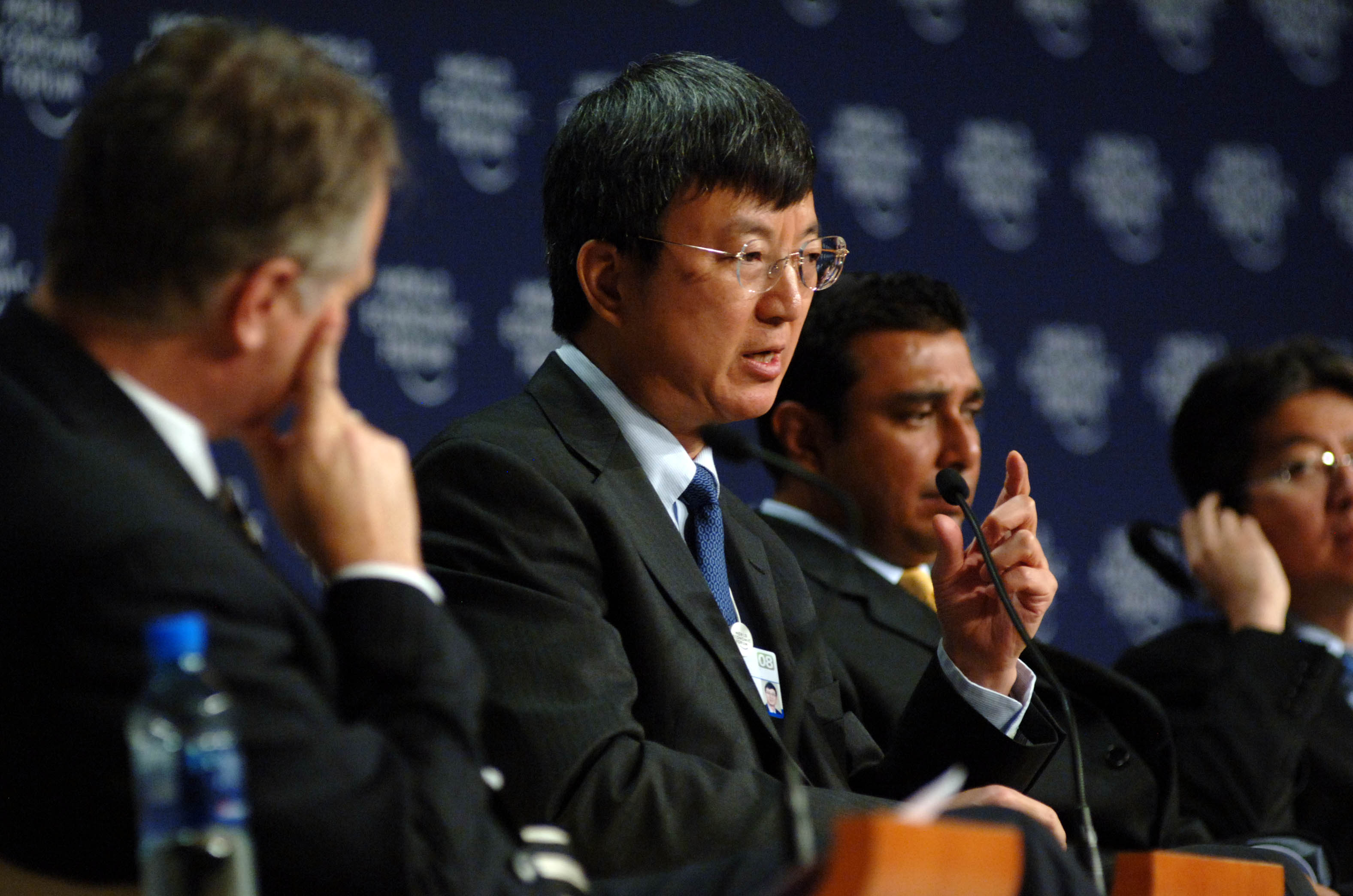
Chu Dân

Chu Dân (朱民, Zhū Mín; sinh 1952) là một kinh tế gia người Trung Quốc và hiện là Cố vấn đặc biệt của Tổng Giám đốc Quỹ Tiền tệ Quốc tế. Ông đã được tân Tổng Giám đốc Christine Lagarde đề cử làm Phó Tổng Giám đốc. Ông từng giữa nhiều chức vụ cấp cao trong Ngân hàng Trung Quốc từ năm 2003 đến 2009 và từng là một Phó Thống đốc Ngân hàng Nhân dân Trung Quốc từ năm 2009 đến 2010.
Ông được công bố là một nhà quản lý kinh tế vĩ mô, quản lý và giám sát tài chính, và các vấn đề của thị trường tài chính. Ông là một giảng viên thỉnh giảng tại một số trường đại học, và là một diễn giả thường xuyên tại các diễn đàn kinh tế toàn cầu quan trọng.

## Giáo dục
Chu Dân được sinh ra ở Thượng Hải, Trung Quốc vào năm 1952. Ông tốt nghiệp Đại học Phúc Đán với bằng cử nhân Kinh tế vào năm 1982, ông có được bằng thạc sĩ từ Trường Các vấn đề Quốc tế và Công cộng Woodrow Wilson (Woodrow Wilson School of Public and International Affairs) tại Đại học Princeton và Tiến sĩ kinh tế tại Đại học Johns Hopkins.

## Nghề nghiệp
Chu Dân làm việc tại Ngân hàng Thế giới trong vai trò là một nhà kinh tế trong sáu năm từ 1990-1996, và giảng dạy kinh tế tại cả hai trường Đại học Johns Hopkins và Đại học Phúc Đán. Từ năm 1995 đến 1996, ông làm việc như một Cố vấn trưởng chuyên môn cho Chương trình nghị sự 21 của Trung Quốc tại UNDP. Chu Dân sau đó làm việc trong các vị trí khác nhau tại Ngân hàng Trung Quốc từ năm 1996, cuối cùng ông được thăng lên trở thành phó chủ tịch hội đồng quản trị, chịu trách nhiệm về tài chính và ngân quỹ, quản lý rủi ro, kiểm soát nội bộ, pháp luật và tuân thủ, và chiến lược và nghiên cứu trong ngân hàng. Năm 2009, ông trở thành một Phó Thống đốc Ngân hàng Nhân dân Trung Quốc và chịu trách nhiệm về quan hệ quốc tế, nghiên cứu chính sách, và thông tin tín dụng.

### Quỹ Tiền tệ Quốc tế
Ngày 24 tháng 2 năm 2010, Chu Dân đã được bổ nhiệm là Cố vấn đặc biệt cho Tổng Giám đốc IMF Dominique Strauss-Kahn trong một động thái để tăng cường sự hiểu biết của IMF về châu Á và các nền kinh tế mới nổi cũng như thúc đẩy tăng trưởng bền vững và ổn định tài chính. Chu Dân đảm nhiệm chức vụ từ ngày 3 tháng 5 năm 2010.